# Epitonium koshimagani
Epitonium koshimagani is een slakkensoort uit de familie van de Epitoniidae. De wetenschappelijke naam van de soort is voor het eerst geldig gepubliceerd in 1991 door Nakayama.